# Добряджил
Добряджил или Дебреджил (на гръцки: Ντομπριανζίλ, Δεμπρενζίλ, Δεμπρενζίλι, познато още като Добряжил, Дюбражил и Дембреджили, е обезлюдено село в Република Гърция, разположено на територията на дем Драма, област Източна Македония и Тракия.

## География
Добряджил се намира на югозападните склонове на Родопите и попада в историко-географската област Чеч. Съседните му села са Кашица, Стареджик, Колярба, Рашово и Дерекьой. От селото води началото си Добряджилската река.

## История

### В Османската империя
В подробен регистър за събирането на данъка авариз от казата Неврокоп за 1723 година от село Добряджил (Дебрежали) са зачислени 41 мюсюлмански домакинства.
Съгласно статистиката на Васил Кънчов („Македония. Етнография и статистика“) към 1900 година Добряджил (Добряжилъ, Дюбряжил) е българо-мохамеданско селище. В него живеят 320 българи-мохамедани в 60 къщи.

### В Гърция
През Балканската война в 1912 година в селото влизат български части. По данни на Българската православна църква, към края на 1912 и началото на 1913 година в Добряджил (Дебрежилъ) живеят 117 семейства или общо 582 души.
След Междусъюзническата война в 1913 година Добросул попада в Гърция. Според гръцката статистика, през 1913 година в Добряджил (Δεμπρενζίλι) живеят 667 души. Селото пострадва от Първата световна война и населението му намалява.
През 1923 година жителите на Добряджил са изселени в Турция по силата на Лозанския договор и селото е заличено. Землището му е част от това на село Вощица.
| Година    | 1913 | 1920 | 1928 | 1940 | 1951 | 1961 | 1971 | 1981 | 1991 | 2001 | 2011 | 2021 |
| --------- | ---- | ---- | ---- | ---- | ---- | ---- | ---- | ---- | ---- | ---- | ---- | ---- |
| Население | 667  | 391  |      |      |      |      |      |      |      |      |      |      |